# Die shot

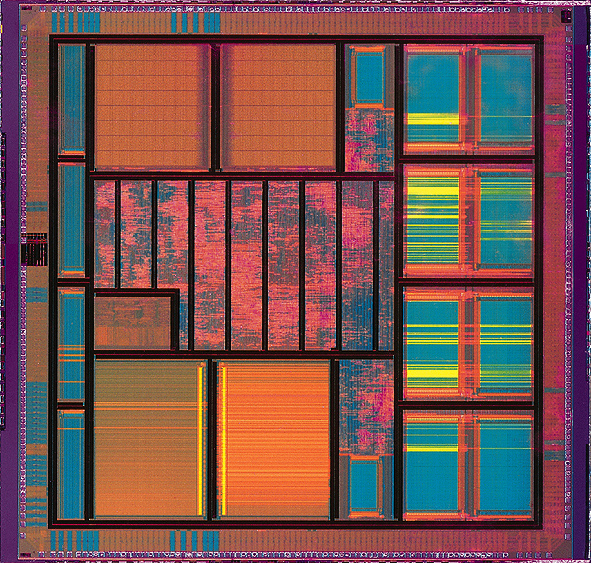
Un die shot de circuit intégré VLSI.

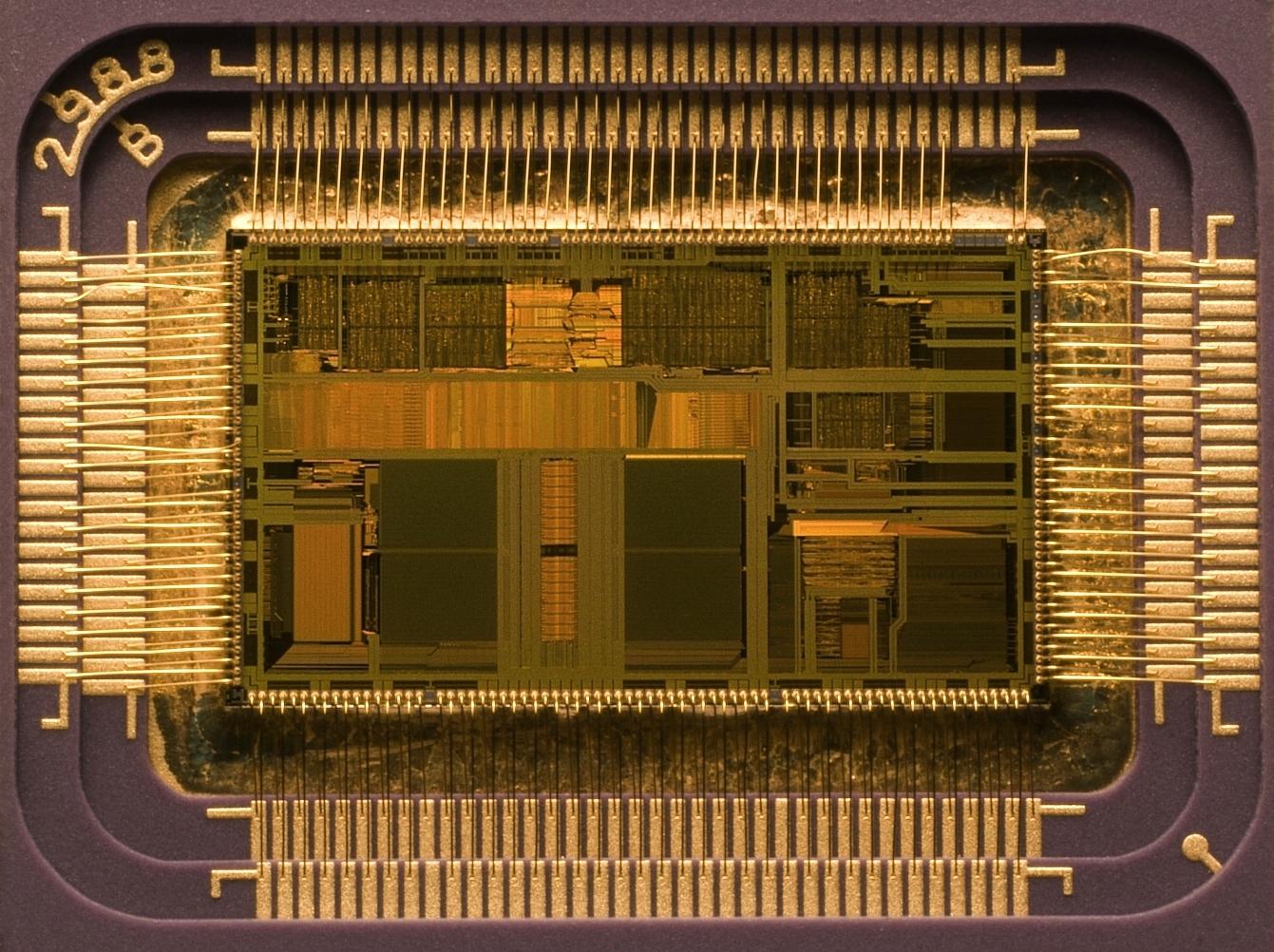
Die shot avec les connexions qui le relient au circuit intégré.

 (janvier 2012).
Si vous disposez d'ouvrages ou d'articles de référence ou si vous connaissez des sites web de qualité traitant du thème abordé ici, merci de compléter l'article en donnant les références utiles à sa vérifiabilité et en les liant à la section « Notes et références ».
Die shot est un anglicisme qui signifie littéralement « cliché de die ». Il s'agit d'une microphotographie. Les die shots sont souvent mis en avant par les fondeurs pour faire la promotion des processeurs qu'ils contribuent à fabriquer.